# Johannsenomyia maai
Johannsenomyia maai är en tvåvingeart som först beskrevs av Tokunaga 1966.  Johannsenomyia maai ingår i släktet Johannsenomyia och familjen svidknott. Inga underarter finns listade i Catalogue of Life.